# Кошмарний директор, або Школа №5
«Кошмарний директор, або Школа № 5» — російськомовна кінокомедія знята в Україні у 2019 році за фінансової підтримки телеканалу «Новий канал». Фільм було вироблено студією Тетяни Гнєдаш «Artforms Продакшн» (колишня назва Front Cinema) та студією «High Up Studio». Обидві студії спеціалізується на виробництві телевізійних серіалів і для них це дебют у повнометражному прокатному кіно.
Фільм вийшов в широкий український прокат 31 жовтня 2019 року.

## Синопсис
Головним героєм стрічки є Леонід Пригунов. За сюжетом його звільняють з посади заступника начальника колонії з виховної роботи. Щоб повернутися до улюбленої справи, він має кілька місяців протриматися на посаді директора однієї з найпроблемніших шкіл рідного міста. Леонід приймає пропозицію і відправляється в «особисте пекло».

## Знімальна група
- Автор ідеї стрічки: Тетяна Гнєдаш
- Автори сценарію: Саша Ткаченко та Іван Шишман
- Режисер-постановник: Міла Погребиська
- Оператор-постановник: Маркіян Канюка

## У ролях
У фільмі є камео експерта та учасників українського ріеліті-шоу Нового каналу «Топ-моделі по-українськи» Діми Топоринського, Єґорки Степаненко та Сєрьожи Нікітюка. Крім того, у фільмі також є камео культового українського співака Віктора Павліка та співачки Даші Астаф'євої.
- Сергій Фролов — Пригунов (заступник керівника тюрми / директор школи)
- Таїсія-Оксана Щурук — Марго
- Олександр Рудинський — Псих
- Дмитро Суржиков — Лорд
- Ганна Лебедєва — Ліза (мама Марго)
- Віталій Слуцький — Пашка
- Олександр Чернявський — Валєрчик, відеоблогер
- Петро Ніньовський — Діма Кротенко
- Оксана Сташенко — Алла Борисівна (завуч)
- Федір Гуринець — вчитель інформатики
- Даша Астаф'єва  — Аліна (камео, секретар директора)
- Діма Топоринський (камео, в'язень тюрми)
- Єґорка Степаненко (камео, в'язень тюрми)
- Сєрьожа Нікітюк (камео, в'язень тюрми)
- Віктор Павлік  — Василій (камео)
- Гурт HighUp5 (камео, російськомовний гурт)
- Гурт Zetetics (музика)

## Виробництво

### Кошторис
Творці фільму вирішили не подаватися на пітчинг Держкіно й не претендували на державне фінансування. Кошторис фільму не розголошується, але відомо, що зйомки фільму студією Тетяни Гнєдаш «Artforms Продакшн» (колишня назва "Front Cinema") та студією «High Up Studio» проспонсорував  Новий канал.

### Знімання
Знімання фільму тривало в серпні-жовтні 2018 року. Багато сцен знімали на справжніх, непавільйонних локаціях, зокрема дії, що мали відбуватися у школі, знімали у справжній школі, а дії, що відбувалися у тюрмі, знімали у справжній тюрмі.

## Реліз
У грудні 2018 — січні 2019 року на телеканалі Новий канал з'явилась серія тізер-трейлерів, де головний герой фільму, директор школи Леонід Приґунов, вітав своїх школярів із Новим роком, Різдвом та Днем Святого Миколая.
Фільм вийшов в український широкий прокат 31 жовтня 2019 року.

## Касові збори
Творці фільму та його офіційний дистриб'ютор вирішили не розголошувати офіційні результати бокс-офісу стрічки в Україні. За словами оглядача порталу «kino-teatr.ua/uk/» збори фільму «Кошмарний директор» виявилися «дійсно жахливими, якщо прокатники вирішили не публікувати дані про його прокат».

## Рецензії кінокритиків
Фільм отримав негативні відгуки від українських кінокритиків. Серед найбільших недоліків фільму — оригінальна російськомовність як реплік так і саундтреку (стрічка російськомовна в оригіналі, а для українського прокату було створено україномовний дубляж). Як підсумував свою рецензію кінокритик Детектор медіа «Не цікаво“ й „сонно“ — два епітети, які оптимально пасують для цього фільму-непорозуміння, [який] українським аж ніяк не назвеш, [оскільки] стежачи за ліпсингом героїв, одразу розумієш, що „Кошмарний директор“ лише дублювався українською, а знімався — російською».